# Patisa
Patisa (lat. Cephalotaxus), biljni rod četinjača iz reda borolike koji sa svojih osam vrsta grmlja i drveća čini samostalnu porodicu Cephalotaxaceae (Tisovčevke, patisovke), ili ih se uključuje u porodicu Taxaceae. Vrste roda Cephalotaxus ograničene su na istočnu Aziju.
Poznatije vrste su kineska (C. fortunei) i koštuničasta patisa (C. h. var. harringtonii, sin. C. drupacea)
Porodicu Cephalotaxaceae opisao je Neger 1907.

## Vrste
1. Cephalotaxus alpina (H.L.Li) L.K.Fu
2. Cephalotaxus fortunei Hook.
3. Cephalotaxus griffithii Hook.f.
4. Cephalotaxus hainanensis H.L.Li
5. Cephalotaxus harringtonii (Knight ex J.Forbes) K.Koch
6. Cephalotaxus mannii Hook.f.
7. Cephalotaxus nana Nakai
8. Cephalotaxus oliveri Mast.